# Ярослав Вайс
Ярослав Вайс (чеськ. Jaroslav Veis, нар. 19 квітня 1946, Прага) — чеський письменник-фантаст, перекладач і журналіст.

## Біографія
Ярослав Вайс народився у Празі. Після здобуття середньої освіти з 1963 року він розпочав працювати у видавництві «Svoboda». Пізніше він навчався у Карловому університеті. Деякий час навчався за програмою Міжнародної письменницької програми в США. Ярослав Вайс у 1973 році став головним редактором журналу для дітей і підлітків «Sedmička pionýrů», під час роботи у якому як активно сам творив науково-фантастичні твори, так і займався популяризацією фантастики. У 1984 році Вайс став редактором у видавництві «Mladá fronta», а з 1990 до 1993 року працював у газеті «Лідове новіни». Пізніше Ярослав Вайс працював на чеській редакції BBC, та був радником голови Сенату Петра Пітгарда.
Як письменник Ярослав Вайс дебютував збіркою «Експеримент для третьої планети» (чеськ. Experiment pro třetí planetu), виданій у 1976 році. У 1979 році вийшла друком його збірка «Скриня Пандори» (чеськ. Pandořina skříňka). Співавтором цих збірок був чеський журналіст і письменник Александр Крамер, проте його м'я відсутнє на обложці книг у зв'язку із його антикомуністичними поглядами, що зробило його для тодішньої чехословацької влади небажаною особою після подій 1968 року. У 1982 році письменник опублікував фантастично-детективний роман «Помреш удруге» (чеськ. Zemřeš podruhé), опублікований під псевдонімом «Ярослав Петр». У 1986 році вийшла збірка письменника «Море часу» (чеськ. Moře času), а в 1989 році «День на Каллісто» (чеськ. Den na Kallistó). Ярослав Вайс був укладачем антологій чехословацьких фантастичних творів. Також письменник став, разом із українським письменником Олександром Тесленком, одним із укладачем антології українських, чеських та словацьких фантастичних оповідань «Пригодницько-фантастичні оповідання» (Київ—Прага—Братіслава). Ярослав Вайс також перекладав з англійської мови твори зарубіжних письменників-фантастів, зокрема Айзека Азімова та Браяна Олдіса.
За оцінками читачів, Ярослав Вайс займає третє місце за популярністю серед усіх чеських письменників-фантастів, після Людвіка Соучека і Йозефа Несвадби.
Ярослав Вайс також відомий своєю ідеєю (яку пізніше приписували Людвіку Вацуліку) ліквідації двох контроверсійних будівель у Празі епохи соціалізму — Страговського тунелю і Жижківської телевежі. Він запропонував зрізати вежу, та запхнути її в тунель, чим однією дією фактично ліквідовуються дві проблеми.

## Вибрана бібліографія
- Експеримент для третьої планети (чеськ. Experiment pro třetí planetu, 1976)
- Скриня Пандори (чеськ. Pandořina skříňka, 1979)
- Помреш удруге (чеськ. Zemřeš podruhé, 1982)
- Море часу (чеськ. Moře času, 1986)
- День на Каллісто (чеськ. Den na Kallistó, 1989)
- …і сім гномів (чеськ. …a sedm trpaslíků, 1987)
- Штепан і Штепан (чеськ. Štěpán a Štěpán, 1988)